# Lohbek (Alster)
El Lohbek és un afluent del riu Alster a Alemanya. Neix a l'estany Kohdiek al nucli de Bergstedt a l'Estat federal alemany d'Hamburg. Desemboca a l'Alster tot just al sud de la reserva natural del Rodenbeker Quellental al mateix nucli. Un rosari de quatre estanys formen el curs superior del riu, que són de dalt a baix el Kohdiek, el Muusdiek, el Krintendiek i el Heiddiek. Una manca de manteniment i el desinterès van amenaçar la desaparició de l'ecosistema per l'enllotament. En col·laboració amb l'escola de Bergstedt, l'associació de protecció de la natura NABU vetlla la vall del riu i els quatre estanys i estabilitza els biòtops: lluita contra les espècies invasores, neteja, poda els arbres, draga la fang ecc. A l'abril 2010, el Krintendiek, el darrere dels estanys enfangats va sanejar-se, recobrà la seva biodiversitat i tornà a acollir la granota roja, el bernat pescaire, el blauet i microquiròpters aquàtics.

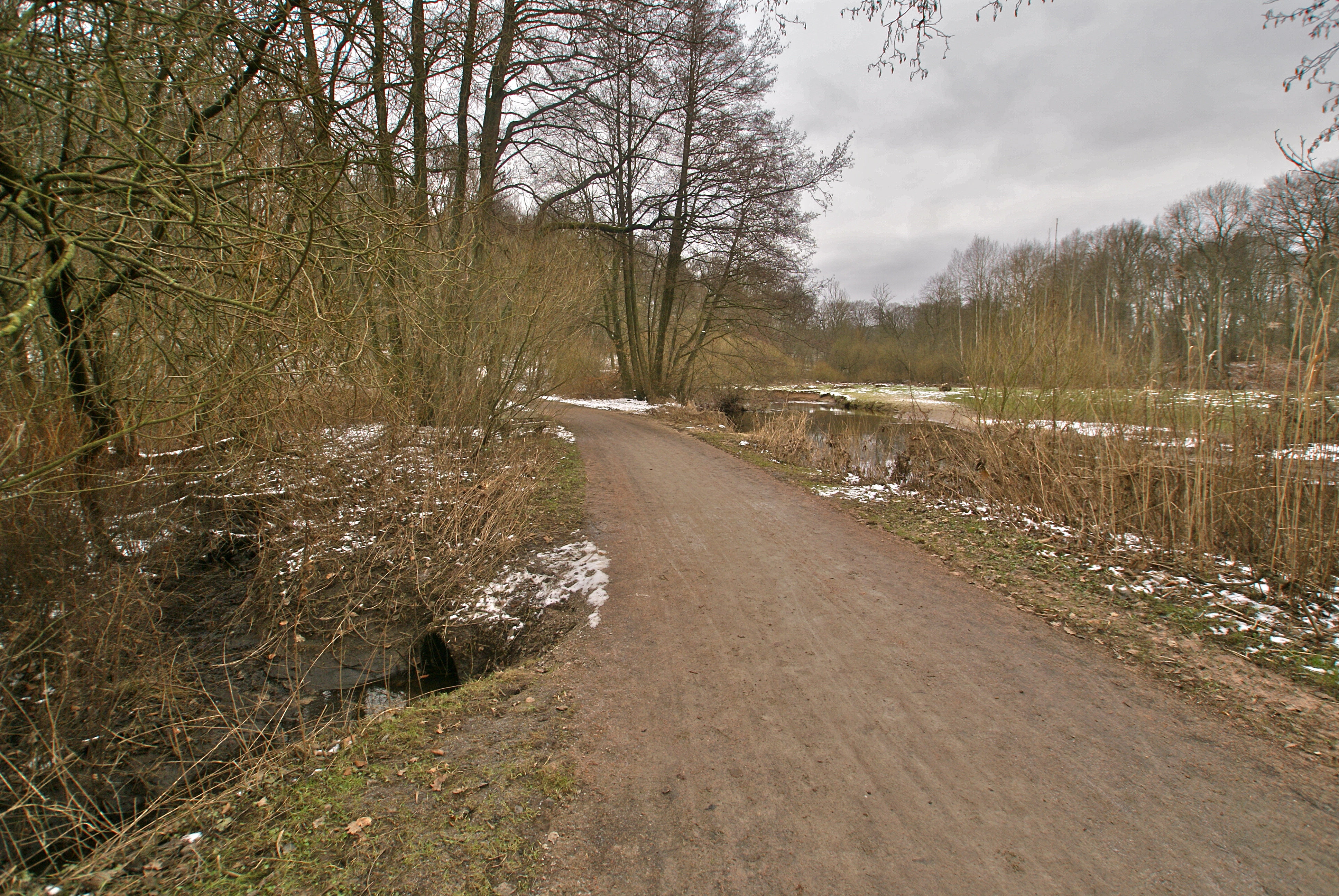
El Lohbek (esquerra) passa sota l'Alsterwanderweg per unir-se amb l'Alster
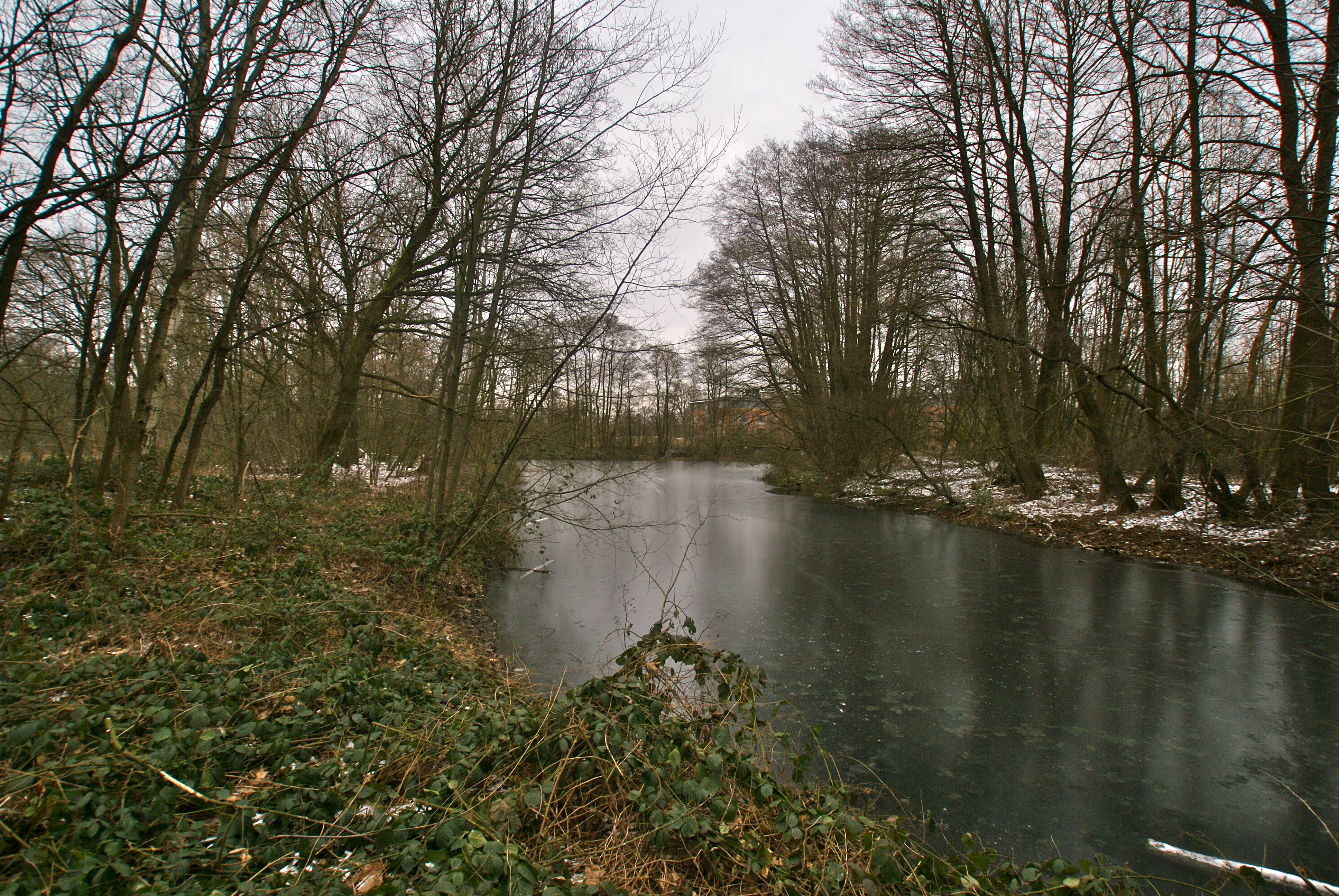
El Kohdiek, l'estany font del riu
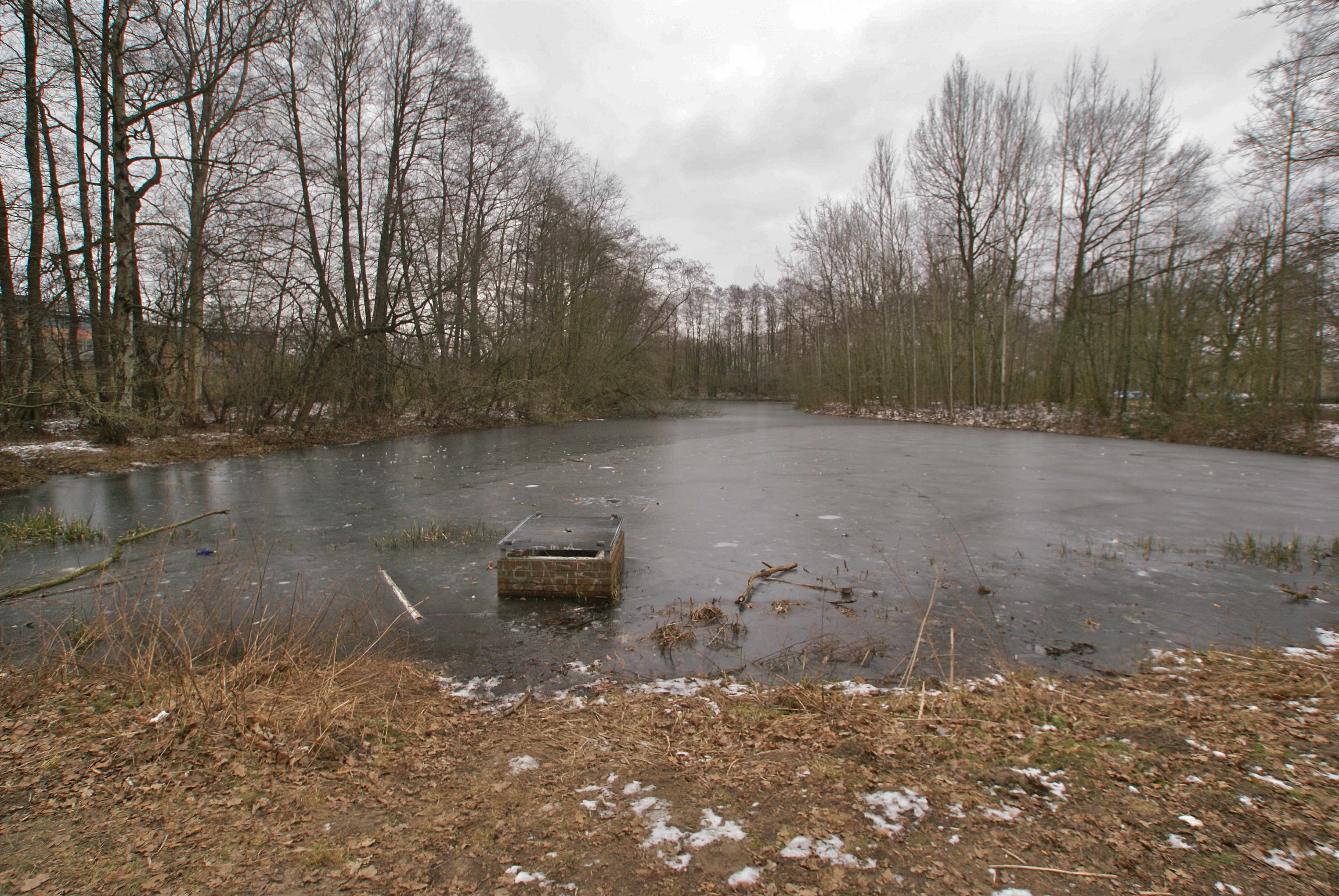
El Kohdiek i el sobreeixidor del Lohbek
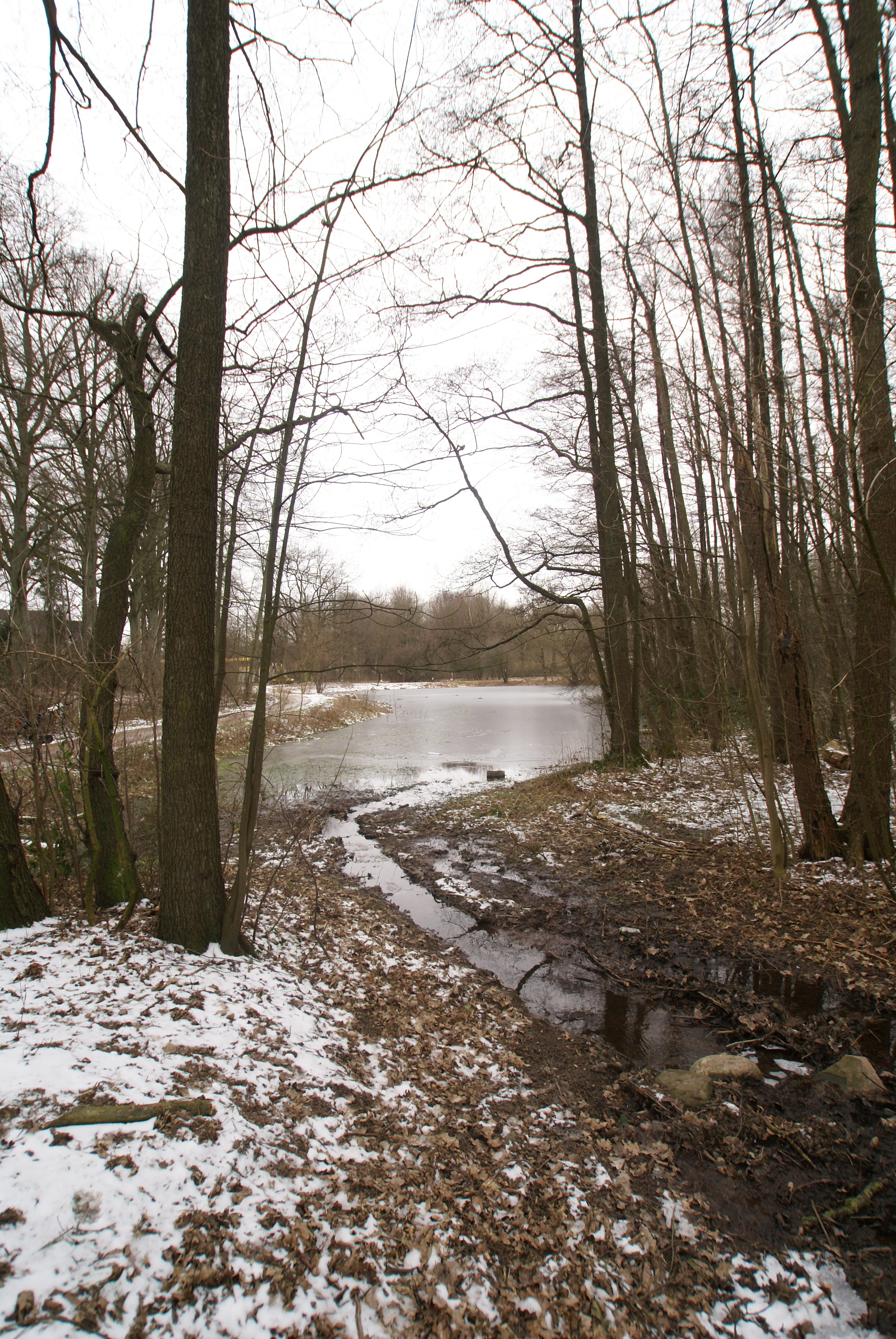
L'estany Muusdiek
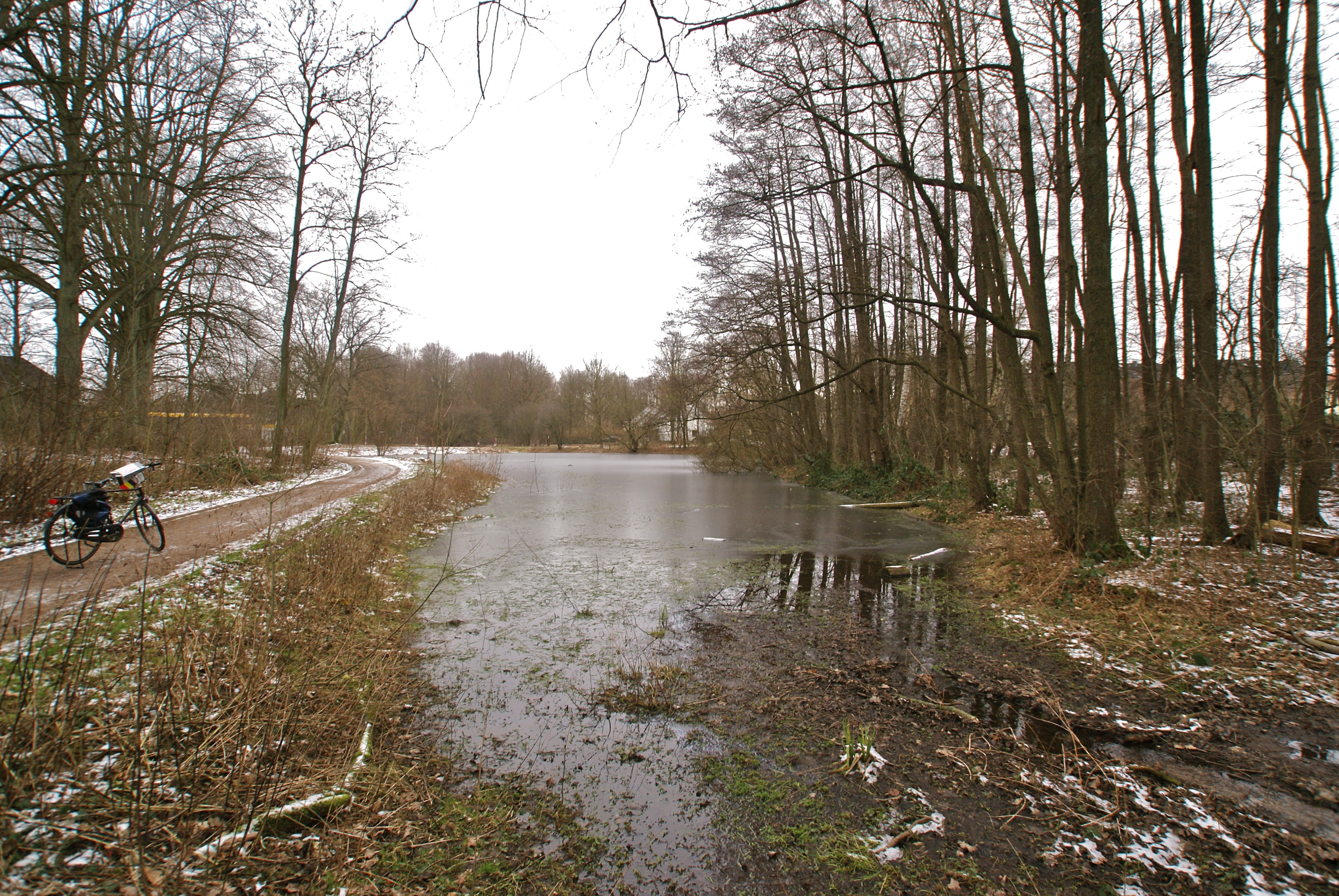
L'estany Muusdiek
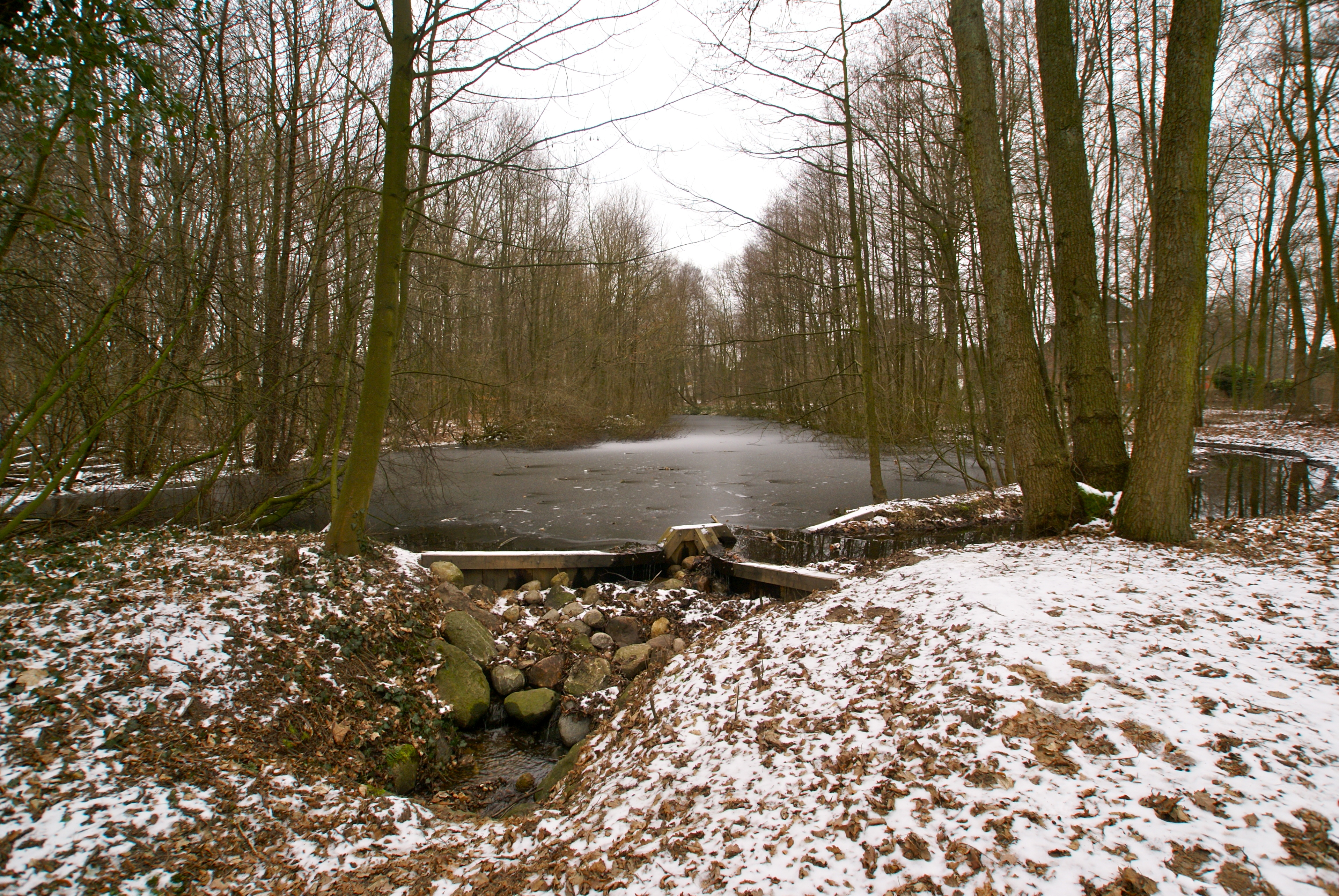
L'estany Krintendiek
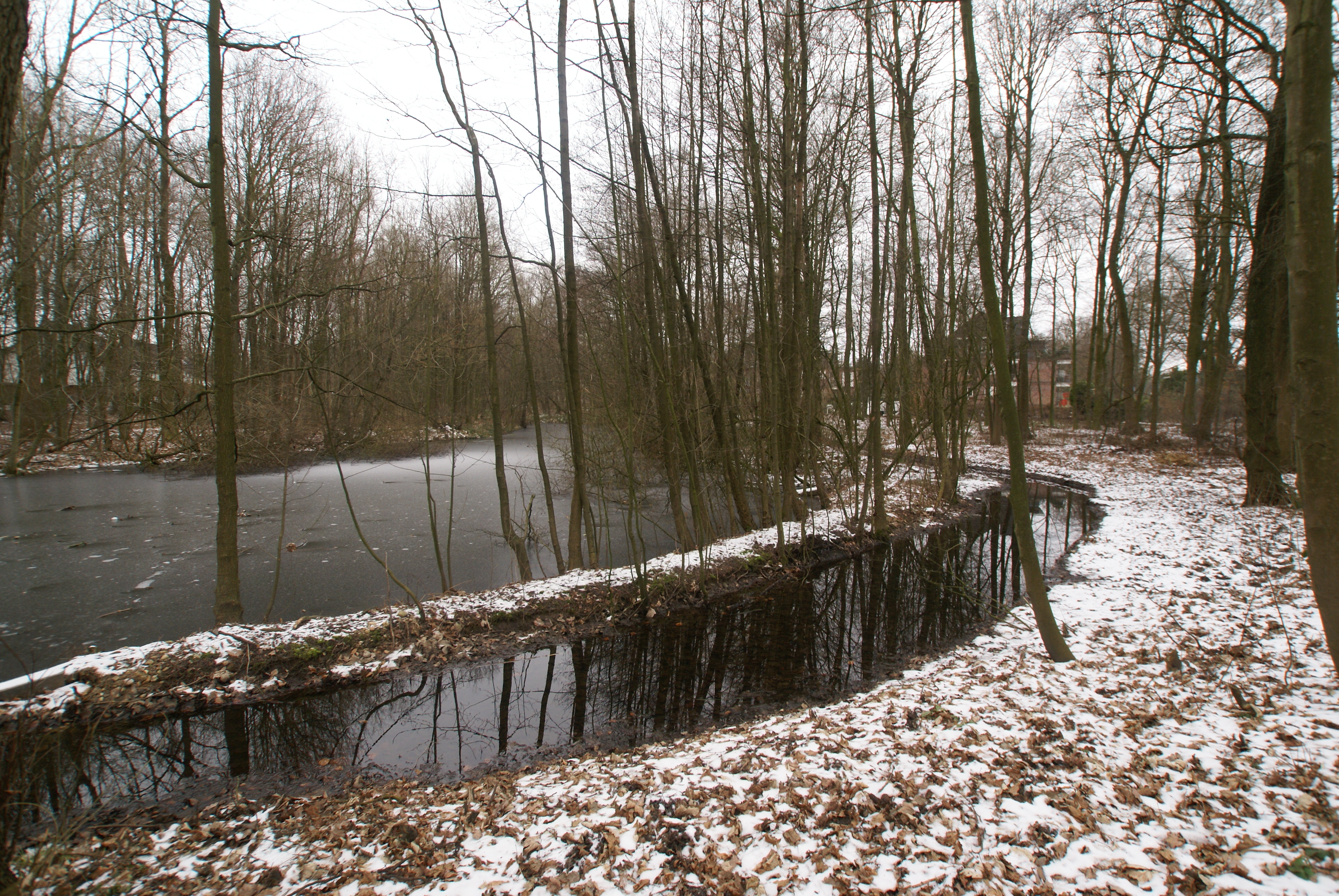
L'estany Krintendiek
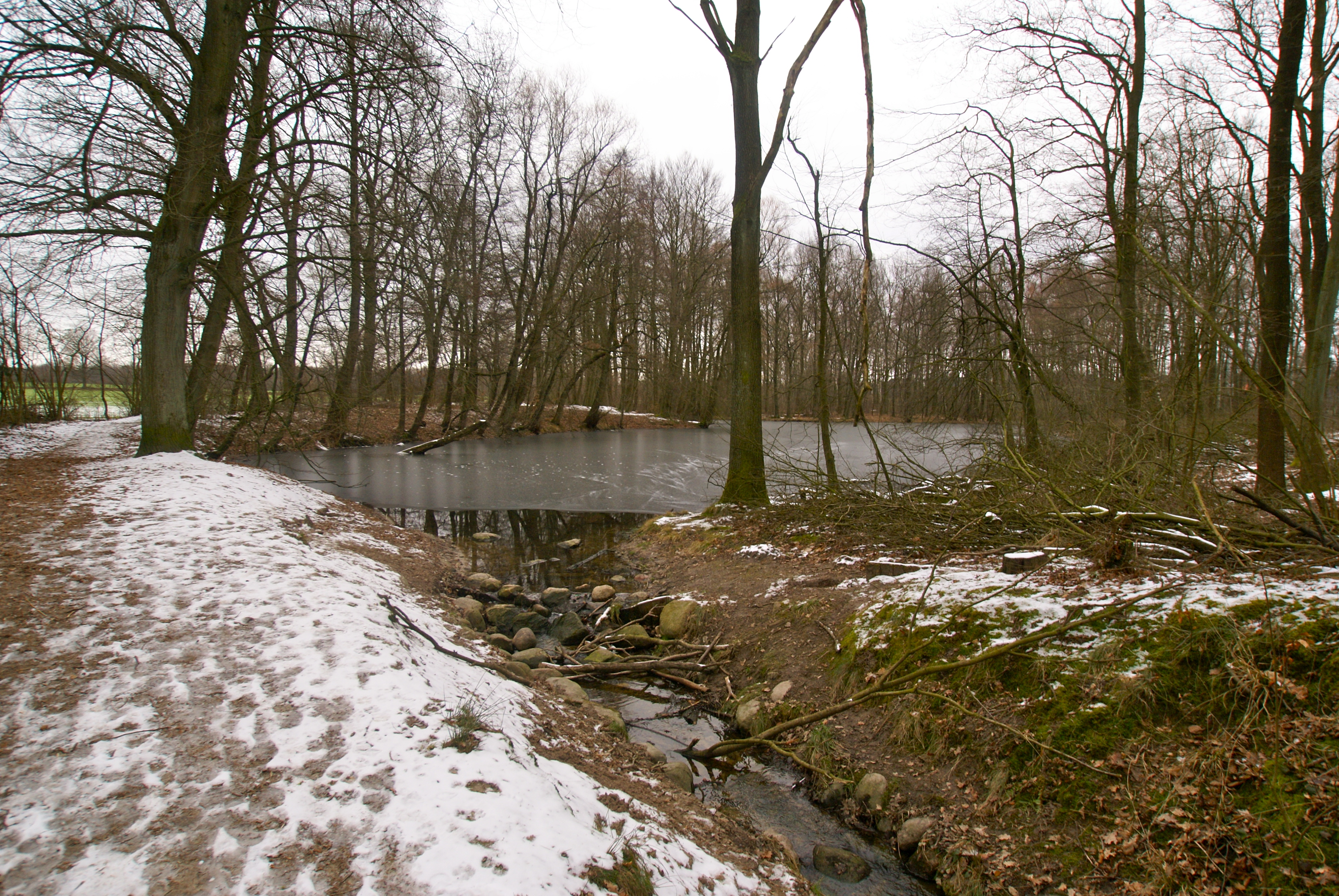
L'estany Heiddiek (trad.: estany de la landa)
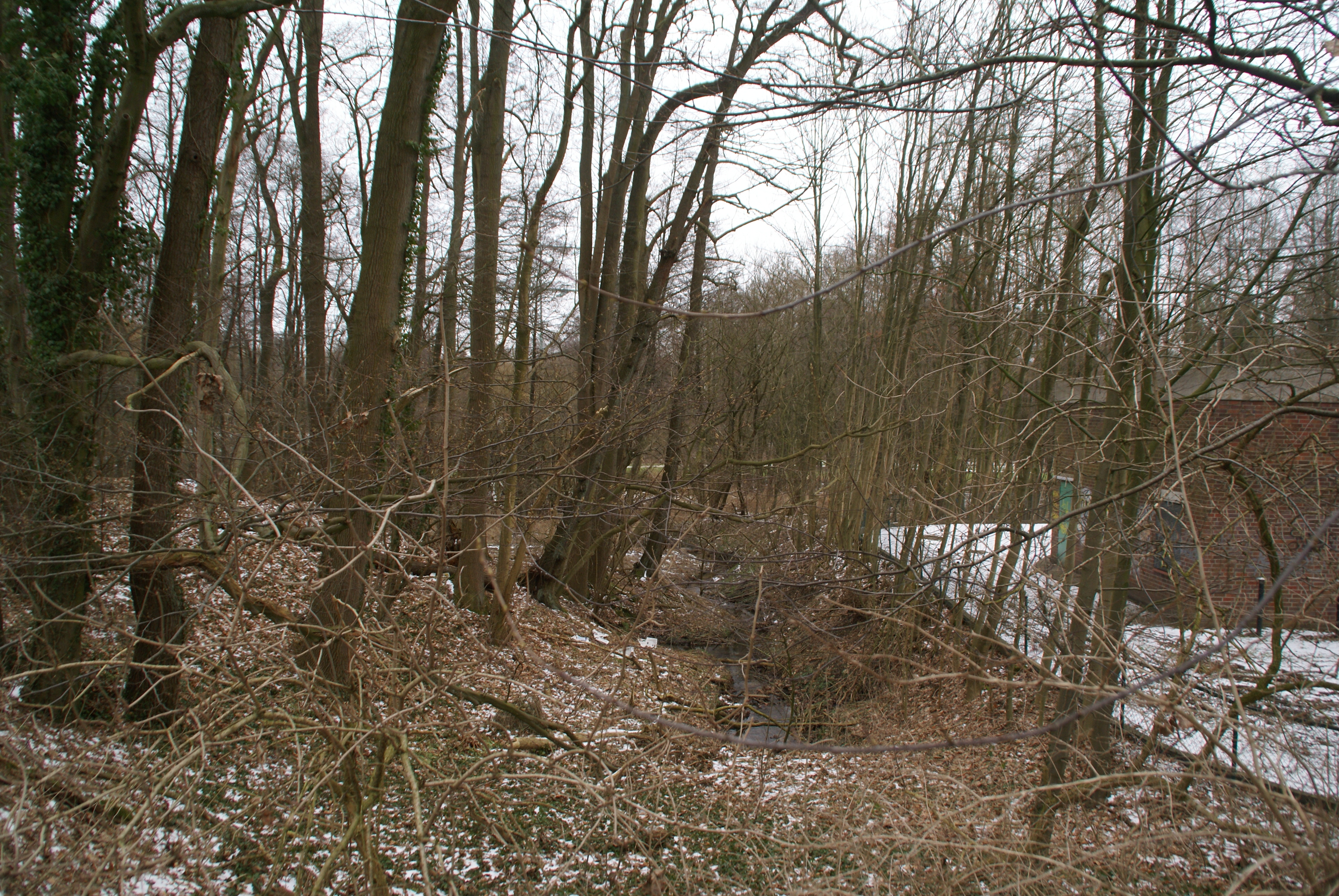
El riu baixa a la vall de l'Alster després de creuar el carrer Rodenbekerstraße